# NV Ingenieurskantoor voor Scheepsbouw
NV Ingenieurskantoor voor Scheepsbouw (IvS), var ett företag i Haag, Nederländerna. Det grundades i juli 1922 och drevs bakom kulisserna av den tyska marinen (Reichsmarine). Syftet med IvS var att bevara tysk kunskap om ubåtar och om vidareutvecklingen av dessa. All forskning kring ubåtar var vid denna tid förbjuden i Tyskland, enligt Versaillesfredens villkor.
IvS fick finansiellt stöd av den tyska marinen och var ett samarbete mellan varven Vulcan-Werke Hamburg und Stettin Actiengesellschaft, F. Krupp Germaniawerft i Kiel och Aktien-Gesellschaft "Weser" i Bremen. Designarbetet utfördes i deras tyska anläggningar.
IvS utvecklade flera ubåtstyper för olika länder, bland annat den sovjetiska S-Klasse (Stalinez-Klasse) och prototyper för de tyska Ubåtsklass Typ II och Ubåtsklass Typ VII. Deras första ubåtar byggdes på spanskt uppdrag och såldes till Turkiet. 1927-1933 byggde IvS fem ubåtar åt Finland. Båten CV 707, finska Vesikko, var prototyp för den tyska Ubåtsklass Typ II A.
Tyskt manskap deltog i besättningsutbildning av besättningar och i driftstester, så de fick förstahandserfarenhet av de nya ubåtarna. Efter att Nationalsocialistiska tyska arbetarepartiet kommit till makten i Tyskland 1933 upplöstes Ingenieurskantoor voor Scheepsbouw och den tyska marinen startade sitt eget ubåtsflottprogram. Även utbildning av tyska besättningar startades, i Kiel.